# Fula gubben

Fula gubben är en oidentifierad galeas som förliste på 1730-talet. Vraket hittades 1963 av Sven-Olof Johansson på trettio meters djup utanför Huvudskär i Haninge kommun och Stockholms södra skärgård. Det undersöktes delvis 1963–1964 i samarbete med Sjöhistoriska museet. 
Skrovet har kollapsat och ligger nu platt på fjärdens botten. Dateringen har blivit baserad på fynd av guldmynt präglade 1732 och namnet Fula gubben kommer från ett gubbansikte på ett bartmannskrus som hittades inuti vraket. På platsen finns många känsliga föremål, däribland ett människoskelett och skeppsvraket har lämnats orört för att kunna grävas ut och undersökas i framtiden.
År 1975 blev två dykare dömda för brott mot fornminneslagen efter att otillåtet ha bärgat skrovdelar från vraket. Detta är ett av två fall i Sverige där dykare dömts för vrakplundring; det andra fallet gällde Kravellen vid Franska Stenarna.